# 琉球歌鴝
琉球歌鴝（学名：Larvivora komadori），又名琉球鴝鳥，为鶲科鴝鳥屬下的一个种。是日本琉球群島的特有種鳥類。 以前被認為其亞種的沖繩鴝（Larvivora namiyei）如今被視為獨立物種。
該物種的學名komadori，稍顯混淆，因為在日文中，它是其近親日本歌鴝的通用名稱。
琉球歌鴝、日本歌鴝和歐亞鴝曾經被歸類於歐亞鴝屬（Erithacus）。2006年的分子系統發育學研究發現，這兩種東亞物種與當時屬於歌鴝屬（Luscinia）的藍歌鴝更為相似，而非歐亞鴝。 2010年的一項大型研究進一步證實了這一結果，並發現歌鴝屬並非單系群。因此，鴝鳥屬（Larvivora）這一屬被重新使用，包含了日本歌鴝、琉球歌鴝、藍歌鴝及其他幾個曾歸類於歌鴝屬的物種。

## 扩展阅读
- 維基物種上的相關：琉球歌鴝

1. ↑  . The IUCN Red List of Threatened Species 2012.   [26 November 2013].
2. ↑  Collar, N. J.; Andreev, A. V.; Chan, S.; Crosby, M. J.; Subramanya, S.; Tobias, J. A. (编). . . BirdLife International. 2001. ISBN 0-946888-44-2. （原始内容存档于24 February 2007）.
3. ↑  .   [2021-06-13] （美国英语）.
4. ↑  Seki, Shin-Ichi. . Molecular Phylogenetics and Evolution. 2006, 39 (3): 899–905. Bibcode:2006MolPE..39..899S. PMID 16529957. doi:10.1016/j.ympev.2006.01.028.
5. ↑  Sangster, G.; Alström, P.; Forsmark, E.; Olsson, U. . Molecular Phylogenetics and Evolution. 2010, 57 (1): 380–392. Bibcode:2010MolPE..57..380S. PMID 20656044. doi:10.1016/j.ympev.2010.07.008.
6. ↑  Gill, Frank; Donsker, David (编). . World Bird List Version 6.2. International Ornithologists' Union. 2016  [20 May 2016].